# Jehan de Beauce
Jehan Texier ou Le Texier (avant 1474 - Chartres, 29 décembre 1529), connu sous le nom de Jehan de Beauce, est un architecte français. Il est connu pour ses travaux d'architecture religieuse, notamment sur la cathédrale de Chartres dont il reconstruit la flèche nord et pour laquelle il conçoit la clôture du chœur. 

## Biographie

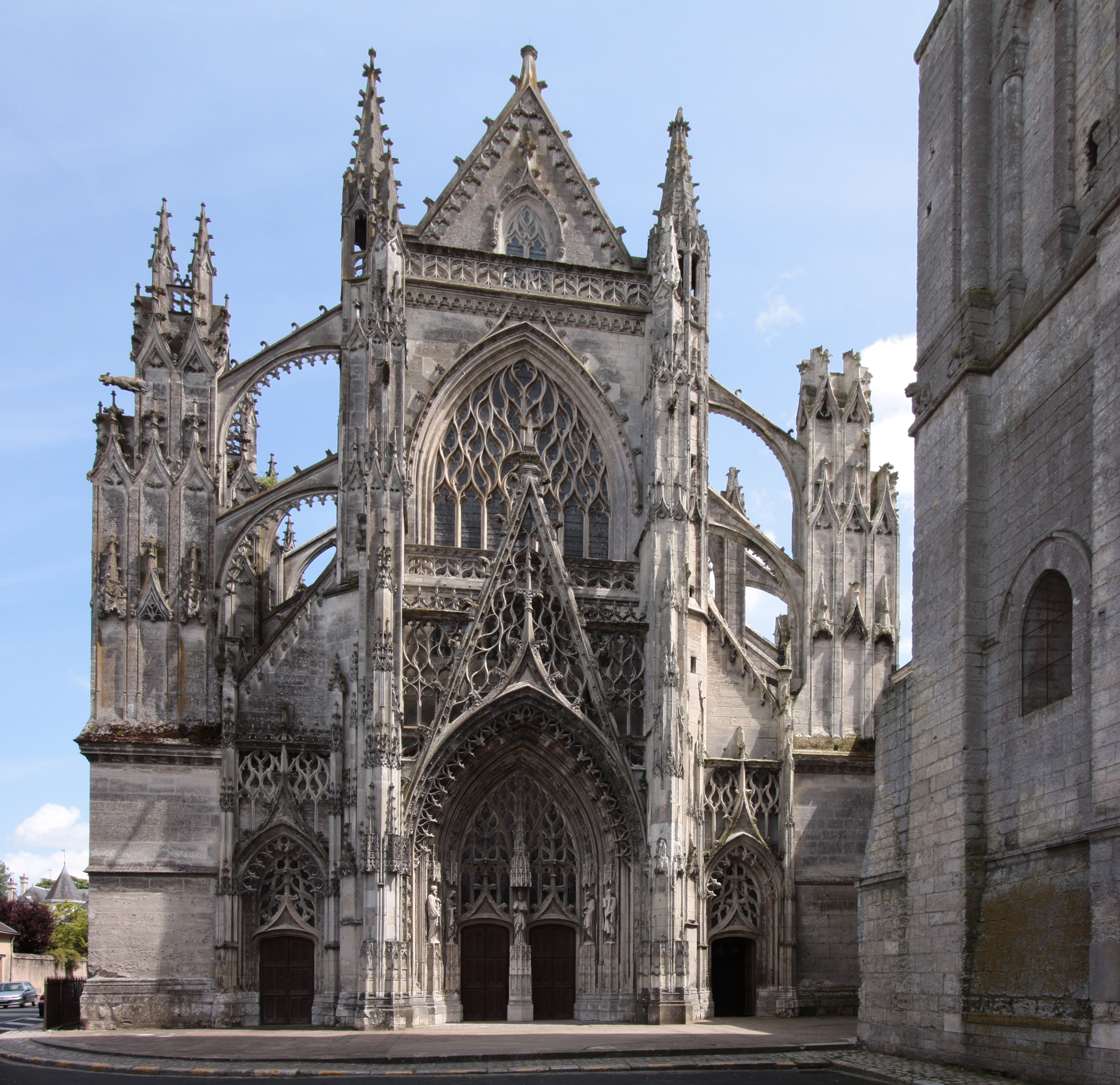
Facade de la Trinité de Vendôme

Jehan avait possiblement des origines familiales dans les environs de La Ferté-Bernard, une commune avec plusieurs membres de la famille Le Texier dont un homonyme, aussi maçon et probablement un cousin de Jehan de Beauce. Le nom Jehan Texier apparait en 1474 dans les comptes de la ville du Mans.
Il réside jusqu'en 1506 à Vendôme où il reconstruit la façade de l'abbaye de la Trinité.
Il est chargé en 1506 de reconstruire le clocher nord de la cathédrale Notre-Dame de Chartres détruit par la foudre le 26 juillet 1506.
Il est aussi l'architecte de la clôture de chœur de la cathédrale Notre-Dame de Chartres, commandée par les chanoines en 1513, les travaux commençant en 1516.
Jehan de Beauce a également conduit à Chartres, :
- La rénovation de l'église Saint-Aignan entre 1513 à 1525.
- La construction du pavillon de l’horloge de la cathédrale en 1520.
- La construction de l'arche prolongeant la collégiale Saint-André au-dessus de l'Eure.

## Hommages
Aujourd'hui, une rue, un hôtel et un lycée de Chartres portent le nom de Jehan de Beauce.